# Brent Birckhead
Brent „Ivory“ Birckhead (* 11. Juli 1985 in Baltimore) ist ein US-amerikanischer Jazzmusiker (Altsaxophon, auch Sopransaxophon) des Modern Jazz und Hochschullehrer.

## Leben und Wirken
Birckhead wurde an der Howard University ausgebildet, an der er sowohl den Bachelor als auch den Master erwarb, und wurde vom Down Beat Magazine im Rahmen der jährlichen Student Music Awards als Instrumental-Jazzsolist, 2011 von der Washington City Paper als Bester Altsaxophonist ausgezeichnet. Erste Aufnahmen entstanden 2004, als er dem Howard University Jazz Ensemble angehörte (Grace Notes – HUJE 2004). In seiner Heimatstadt arbeitete er mit Künstlern wie Lauryn Hill, Nas, Wale, Eric Benet, Larry Graham und George Duke. 2019 veröffentlichte er ein selbstbetiteltes Debütalbum in Sextettbesetzung auf dem Label Revive Music bzw. Ivory. Gegenwärtig (2019) leitet er das Brent Birckhead Quartet, dem Mark G. Meadows (Piano), Jonathan Michel (Bass) und Curtis Nowosad (Drums) angehören; ferner spielt er im Dubtet von Corey Wallace. Im Bereich des Jazz war er zwischen 2004 und 2014 an neun Aufnahmesessions beteiligt, u. a. mit dem Todd Marcus Jazz Orchestra, ferner mit Mark G. Meadows (Somethin' Good). Birckhead ist Professor für Saxophon an der Morgan State University in Baltimore. Derzeit lebt er in New York City.